# Zum Guten Hirten (Ramsau)

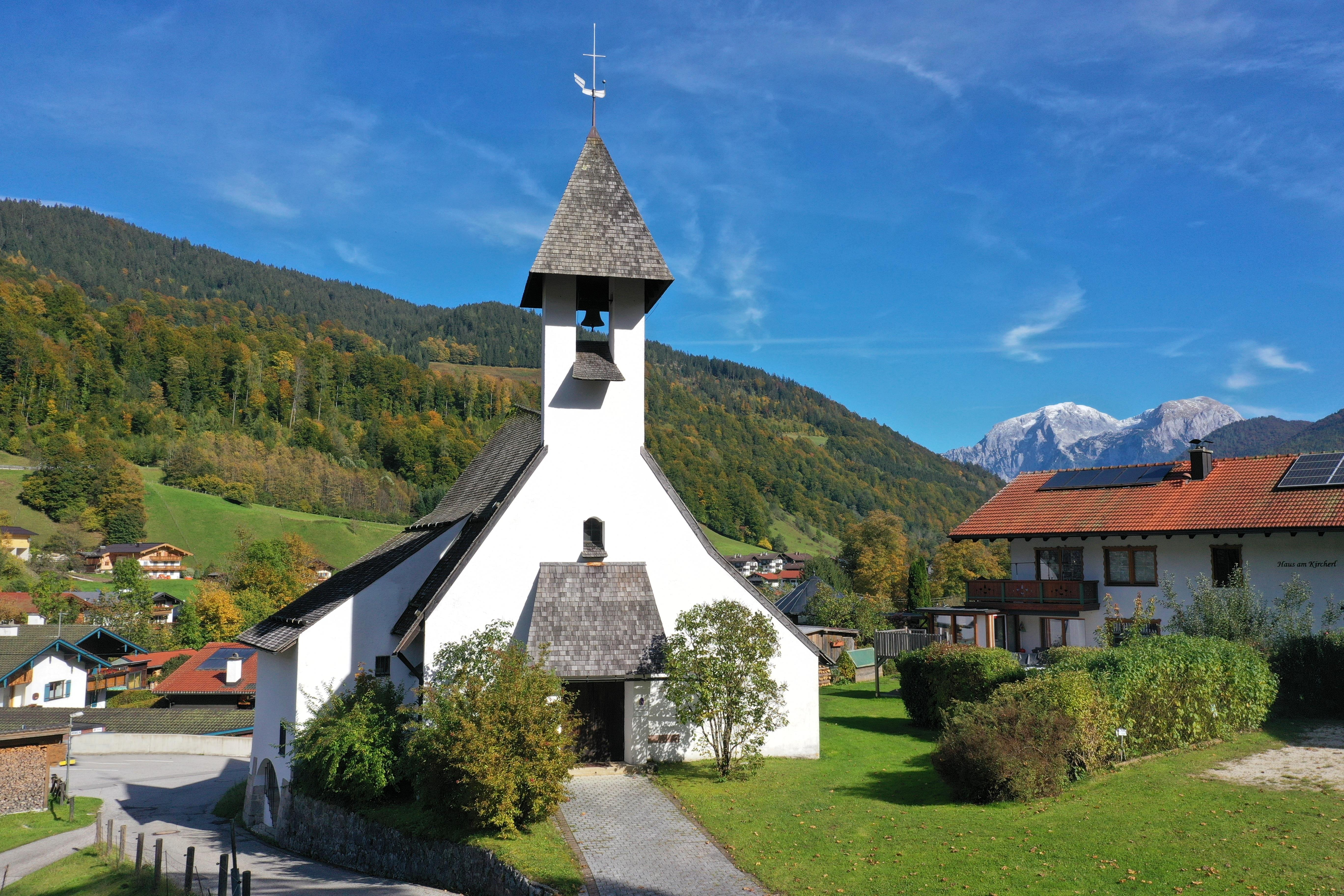
Zum Guten Hirten (Eingangsseite)

Die Kirche Zum Guten Hirten in Ramsau bei Berchtesgaden gehört zur Evangelisch-Lutherischen Kirchengemeinde Berchtesgaden. Sie liegt auf dem Gebiet der historischen Gnotschaft Schwarzeck.

## Ausstattung
Die Kirche wurde nach Plänen des Münchner Architekten Gustav Gsaenger auf einem vom zuständigen Forstamt erworbenen Grundstück in Ramsau bei Berchtesgaden erbaut. Nach der Grundsteinlegung am 10. November 1957 durch Dekan Kelber (Traunstein) erfolgte bereits am 21. Dezember 1957 das Richtfest und am 27. Juli 1958 wurde die „Kirche zum Guten Hirten“ von Oberkirchenrat Arnold Schabert eingeweiht. Die Tochter des Architekten, Angela Gsaenger, malte das Fresko an der Altarwand mit Bezug zum Namen der Kirche. Die einzelne, in einem kleinen Giebelturm angebrachte Glocke, die in der Erdinger Glockengießerei gegossen wurde, stiftete der Ramsauer Industrielle Willy Schlieker.

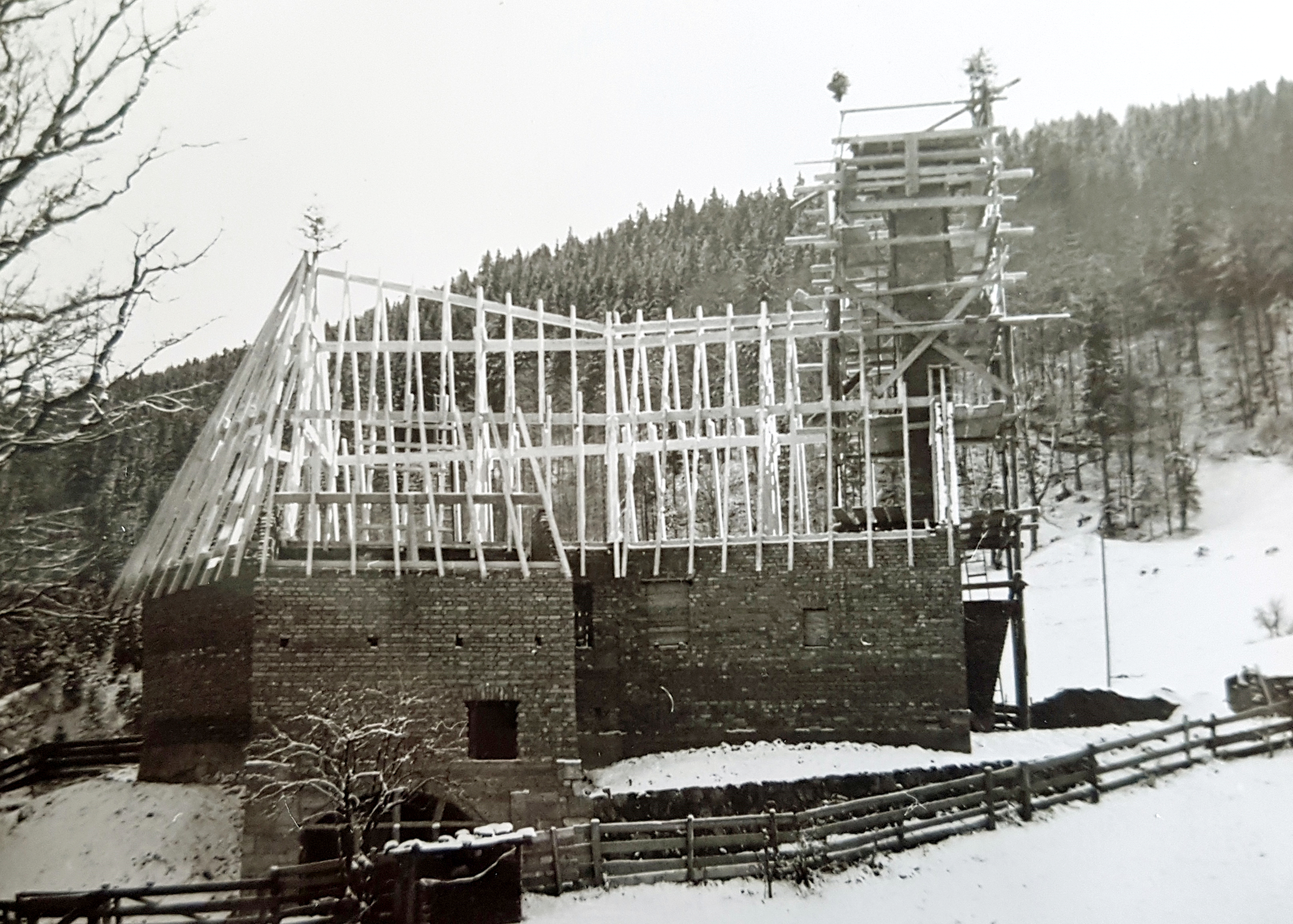
Während des Baus 1957/58
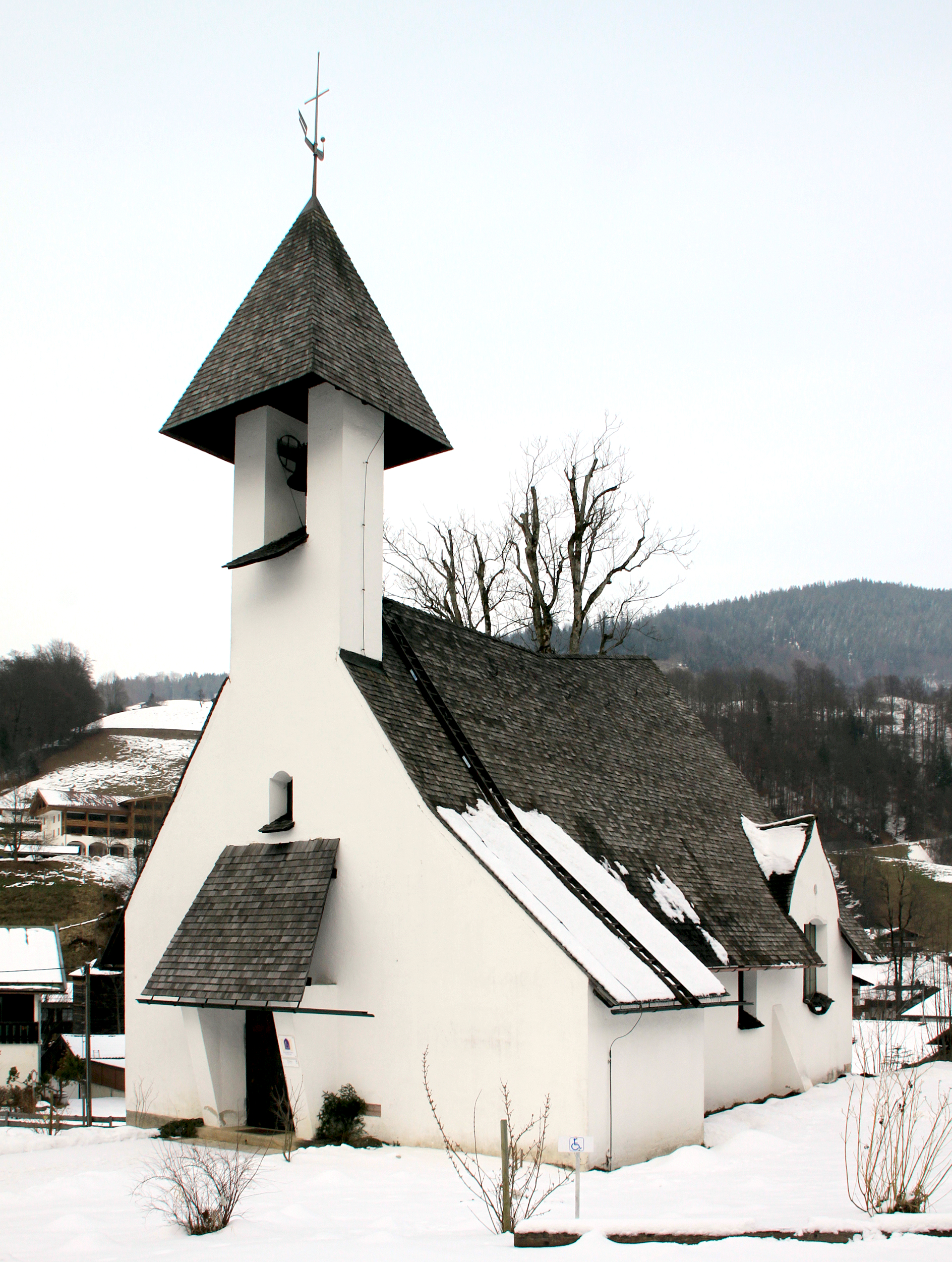
Kirche im Schnee, Frontansicht und Seitenansicht rechts
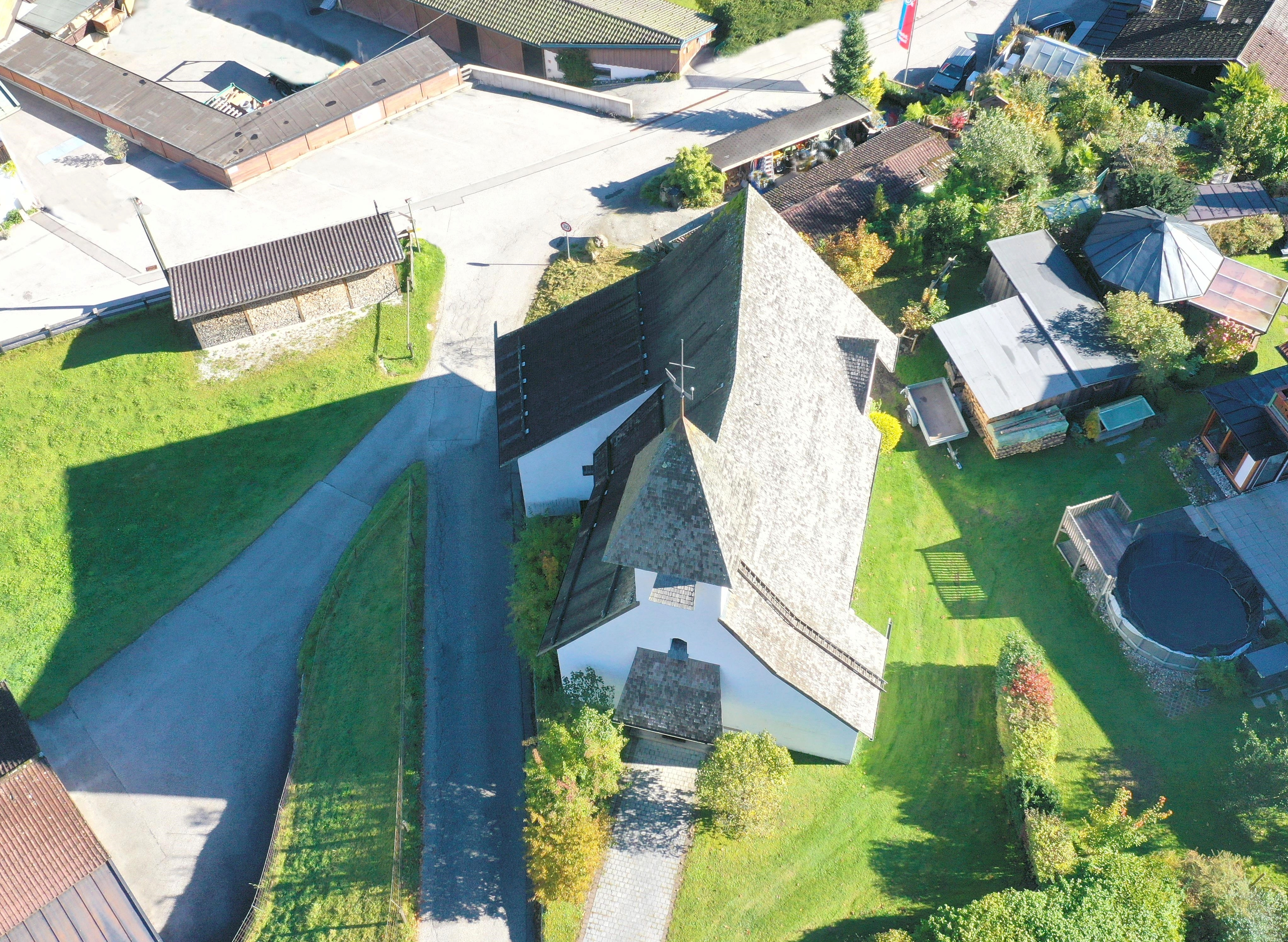
Kirche von oben

Innenausstattung:

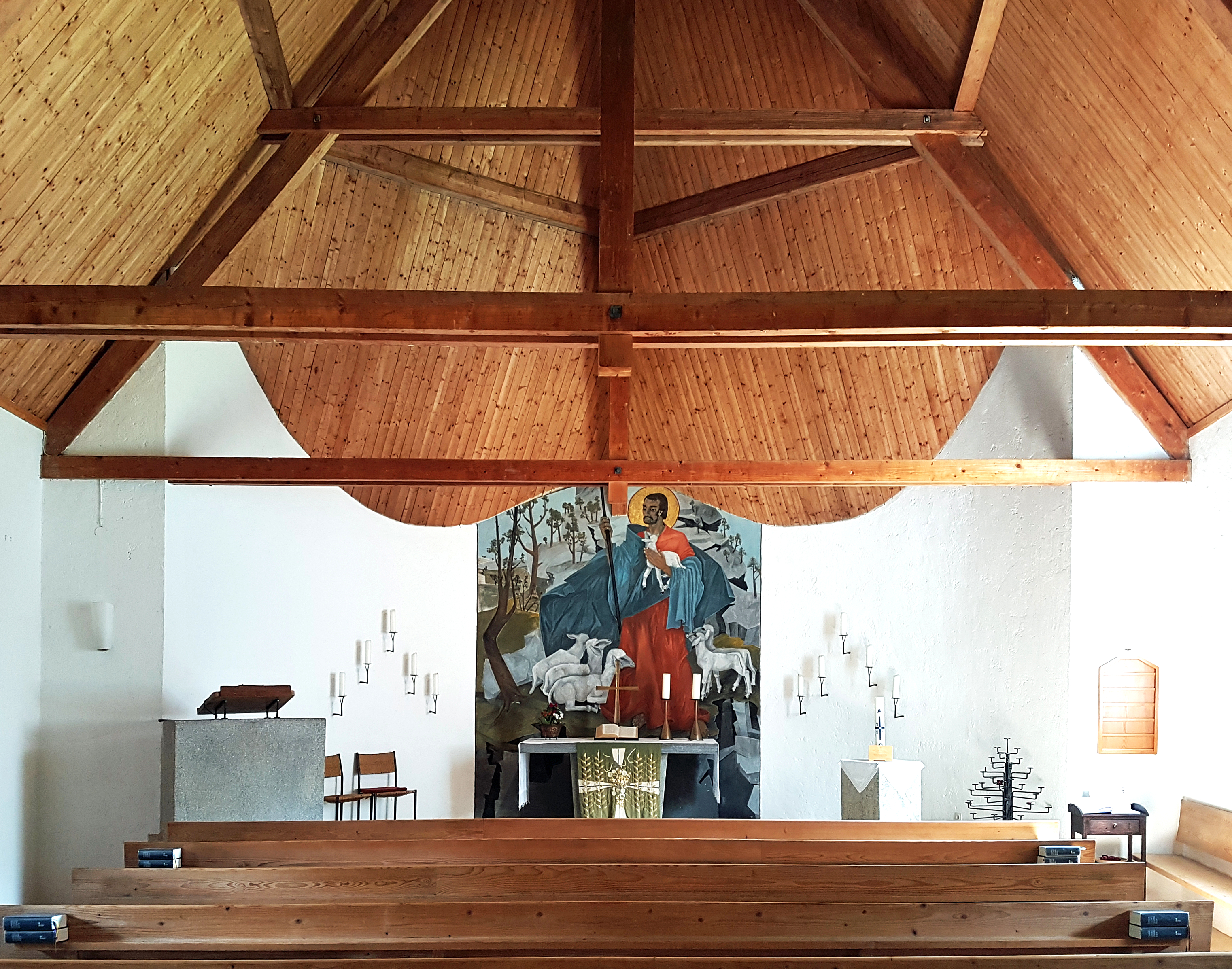
Altar mit Gemälde von Angela Gsaenger und Deckenkonstruktion
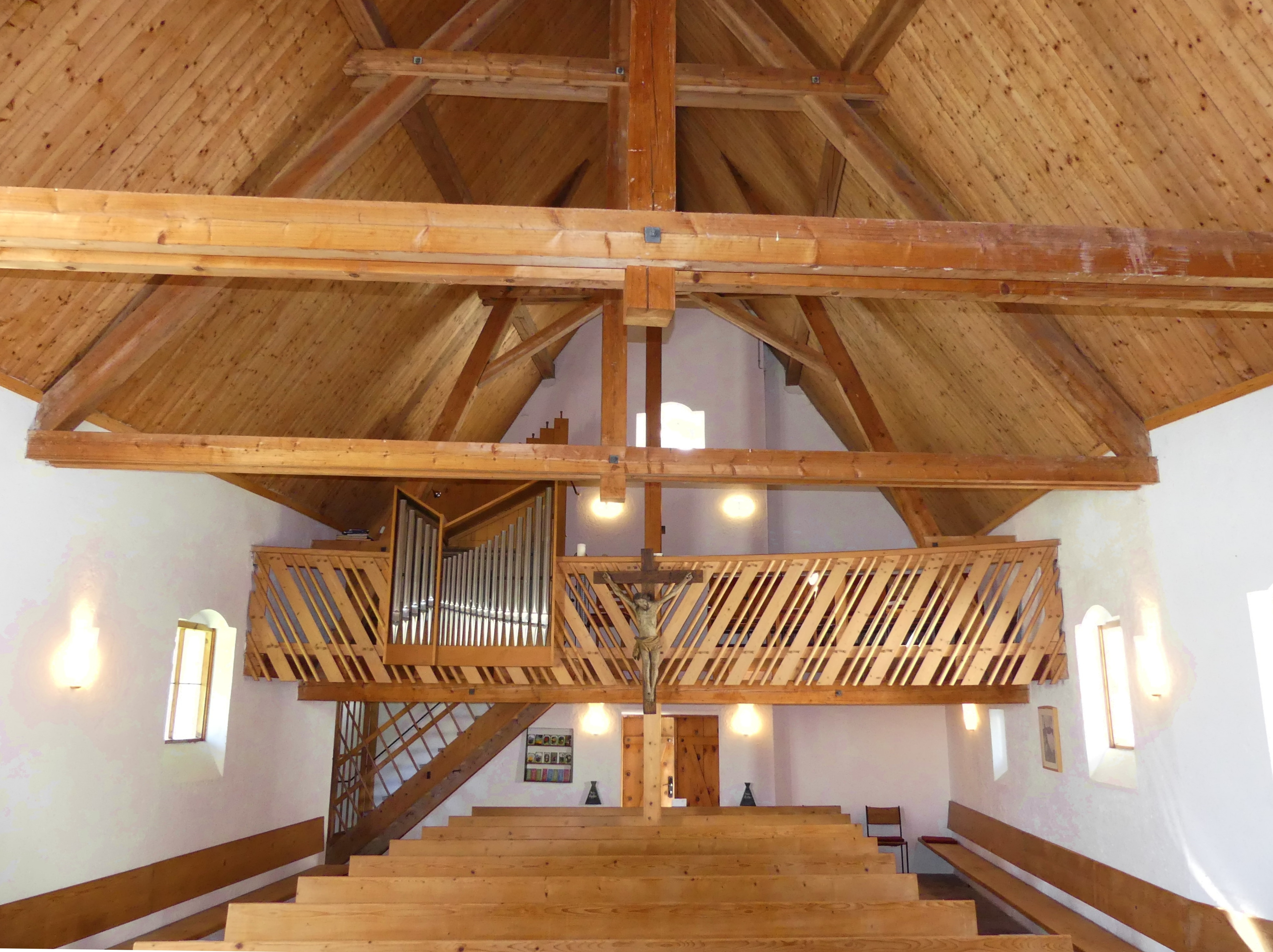
Eingangsbereich, darüber Empore mit Orgel

## Zuständige Kirchengemeinde
Die Evangelisch-Lutherische Kirchengemeinde Berchtesgaden ist neben ihrer Christuskirche als Hauptkirche in Berchtesgaden auch für die evangelisch-lutherischen Kirchengebäude in Bischofswiesen, Ramsau bei Berchtesgaden und Schönau am Königssee zuständig. Die Kirchengemeinde gehört zum Dekanat Traunstein innerhalb der Evangelisch-Lutherischen Kirche in Bayern. Angesichts des prozentual geringen Anteils ihrer Gemeindemitglieder innerhalb der genannten Gemeinden des Landkreises Berchtesgadener Land besteht sie in der Minderheitssituation einer Diaspora. (→ Siehe hierzu auch den Abschnitt: Religion in Berchtesgaden)